# 匹茲堡縣
匹茲堡縣（英語：Pittsburg County）是美國奧克拉荷馬州東南部的一個縣。面積3,569平方公里。根據美國2000年人口普查，共有人口43,953人。縣治麥卡勒斯特 (McAlester)。
成立於1907年11月16日。縣名來自賓夕法尼亞州的匹茲堡 (Pittsburgh)。